# CNTNAP2
CNTNAP2 - ген, кодирующий трансмембранный "контактин-ассоциированно-подобный белок-2" (англ. Contactin associated protein-like 2). Чаще всего белок обнаруживается в миелинизированных аксонах совместно с калиевыми каналами. Возможная роль CNTNAP2 - участие в локальной дифференциации аксона на отдельные функциональные субдомены. Ген CNTNAP2 охватывает 1,5% 7-й хромосомы человека и является одним из крупнейших в человеческом геноме.
Ген CNTNAP2 ассоциирован с редкими случаями расстройств аутистического спектра  а также со специфическим расстройством речи.